# Adrien Lachenal (1885-1962)
Pour les articles homonymes, voir Lachenal.
Adrien Lachenal, né le 25 janvier 1885 à Genève et décédé le 16 novembre 1962 dans la même ville, est un homme politique suisse membre du Parti radical-démocratique.

## Biographie
Fils du conseiller fédéral Adrien Lachenal, il suit des études de droit à Genève, Berlin, Londres et Paris. Avocat à Genève dès 1907, il devient bâtonnier en 1931.
Il siège comme député au Grand Conseil genevois de 1913 à 1936 où il s'illustre par son opposition à la politique menée par Léon Nicole. Il sera par ailleurs l'un des pionniers du rapprochement des partis de droite qui prendra le nom d'« Entente nationale ». En 1936, il est élu conseiller d'État et dirige durant onze ans le département de l'instruction publique. Au niveau fédéral, il sera également élu conseiller national (1922-1951) puis conseiller aux États (1951-1955). Il est notamment l'un des 8 conseillers nationaux à avoir refusé la création de l'Assurance vieillesse et survivants en 1946.
Membre fondateur de la section automobile du Touring Club Suisse (1911), il sera également président de l'Alliance internationale de tourisme et de l'Association internationale pour la protection légale des travailleurs.